# Francisco Cabrera (retratista)
Francisco Cabrera (Ciudad de Guatemala, 18 de septiembre de 1780 - ibídem, 1845) fue un destacado miniaturista y retratista guatemalteco de finales del siglo xviii y principios del siglo xix, considerado como el miniaturista más influyente de Latinoamérica. Representa el auge del retrato en miniatura en Guatemala, y se calcula que realizó varios centenares sobre marfil.

## Reseña biográfica

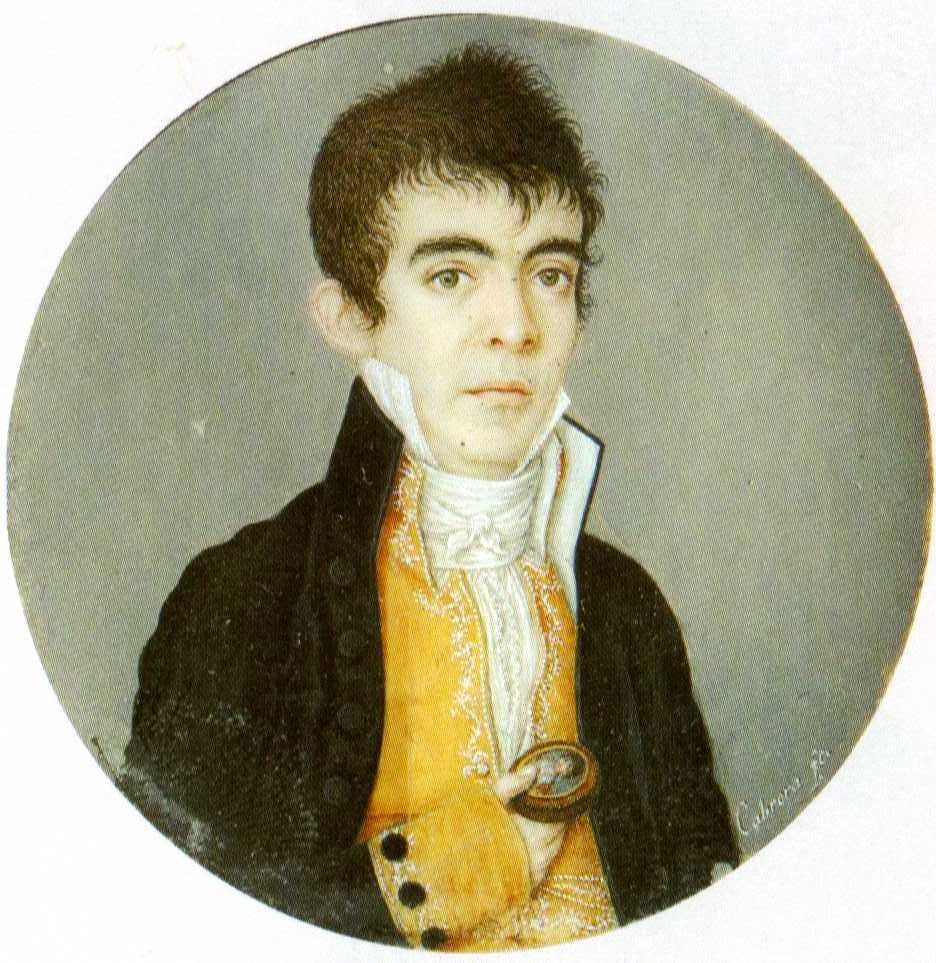
José Francisco de Córdova y González. Miniatura de Cabrera que se encuentra en el Museo Nacional de Historia de Guatemala.

Ingresó como aprendiz de grabador en la Casa de Moneda en 1795, bajo la dirección de Pedro Garci-Aguirre, quien en 1796 lo propuso como maestro corrector de la Casa de la Moneda y de la Sociedad Económica de Amigos del País, ente que aglutinaba a los miembros del poderoso Clan Aycinena de Guatemala. A finales de 1808, participó junto a Casildo España y Manuel Portillo en la notable obra impresa Guatemala, por encargo del rey Fernando VII de España.
Siguió trabajando bajo las órdenes de Garci-Aguirre en la Casa de Moneda hasta la muerte de este en 1809.
Después de la Independencia de Centroamérica, retornó como segundo troquelador de la Casa de la Moneda en 1823, en donde ahora tenía mayor responsabilidad, ya los modelos del circulante debían diseñarse en Centroamérica.
Apodado «El Fino», vivió pobremente, pues ni su arte ni su oficio de troquelador fueron retribuidos adecuadamente; su casa de habitación estaba en el Centro Histórico de la Ciudad de Guatemala, en la calle conocida como «Callejón del Fino» en alusión a él.
Al morir fue sepultado en el antiguo cementerio de la Ciudad de Guatemala, pero sus restos se perdieron cuando este fue trasladado al nuevo Cementerio de la Ciudad de Guatemala en 1882.

## Obra
Como retratista, además de Garci-Aguirre tenía influencias de Juan José Rosales, grabador y pintor guatemalteco que conservaba parte de la tradición barroca, pero con elementos románticos, entremezclado en un tono popular.
Desde mediados de 2006 hasta el primer trimestre de 2008 se clasificó y catologó la obra de Cabrera, y la de sus discípulos que mantuvieron vigente el arte de la miniatura hasta la segunda mitad del siglo xix. La gran mayoría de las obras de Cabrera está en colecciones particulares y solamente dos ejemplos son propiedad de museos guatemaltecos: el retrato de José Francisco de Córdoba y González en el Museo Nacional de Historia de Guatemala y el del presbítero Francisco Alcántara del Museo Nacional de Arte Moderno «Carlos Mérida», que es el único óleo sobre lienzo de grandes dimensiones atribuido a Cabrera.

### Retratos femeninos
Los retratos femeninos de Cabrera presentan a las damas con el torso ligeramente hacia la izquierda, mientras vuelve la poderosa mirada hacia el observador, a través de unos grandes ojos de iris gris aceituna. El peinado de la época en que gobernaban los conservadores en Guatemala — de 1821 a 1829
</ref>— se caracterizaba por gruesos mechones acabados en rizos de cabello negro que caen sobre la frente, mientras que el cabello posterior lo recogían en dos trenzas dirigidas hacia arriba rematadas con una diadema o peineta en lo alto de la cabeza.
Los elementos que destacan el nivel social de las damas del clan Aycinena son los grandes aretes de oro y perlas que penden de los lóbulos de sus orejas, vestidos de muselina azul celeste salpicado de bordados de hilo blanco en forma de pequeñas flores, con remates de encaje, tanto en el cuello como en las cortas mangas abombadas, un collar corto de perlas a juego con los aretes y una cadena de oro de dos vueltas alrededor del cuello con una pieza central que pende en forma de pera o lacrimal, destacándose del resto.
Damas del Clan Aycinena retratadas por Cabrera en la década de 1820

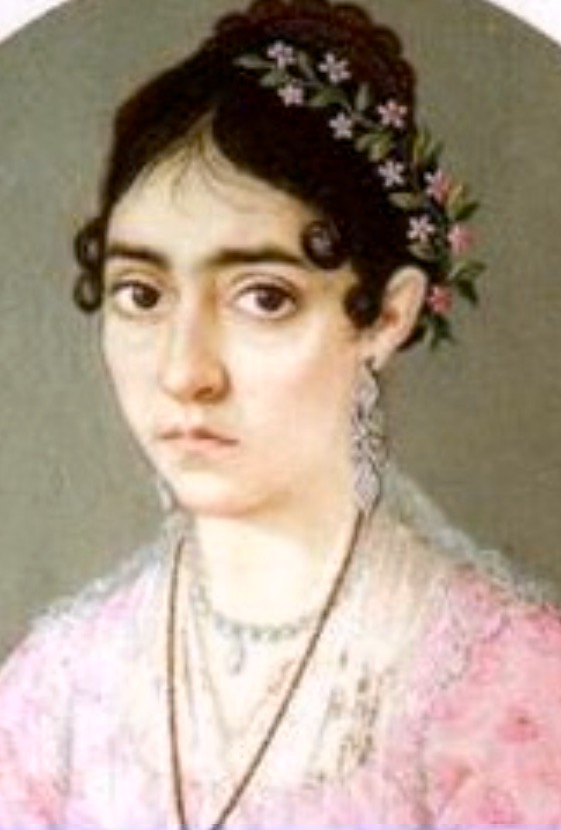
María Josefa Pavón y Arrivillaga
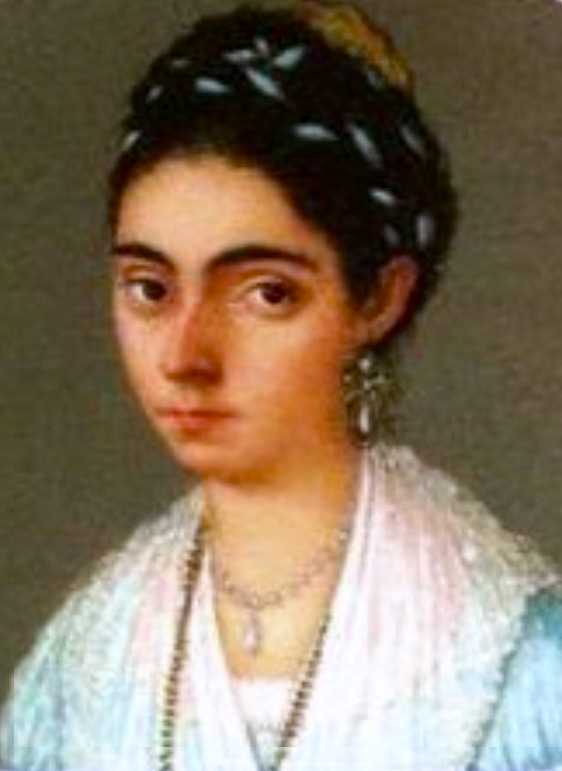
María Manuela Aycinena y Piñol
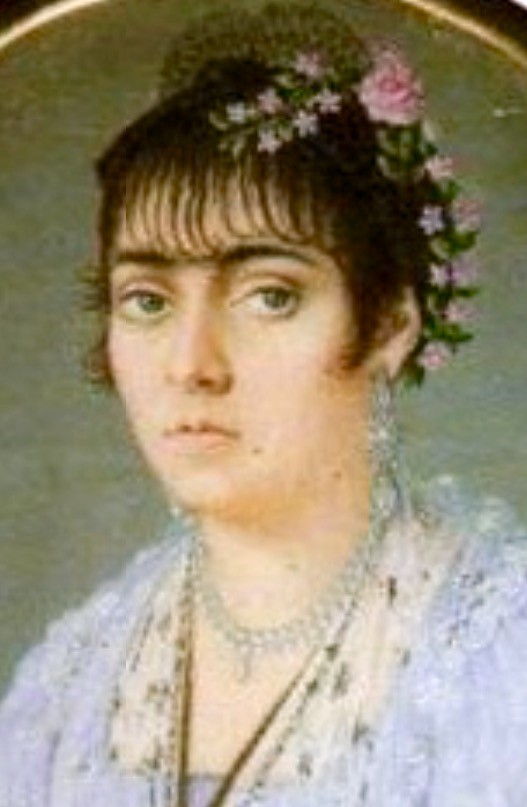
Maria Manuela Sánchez de Perales
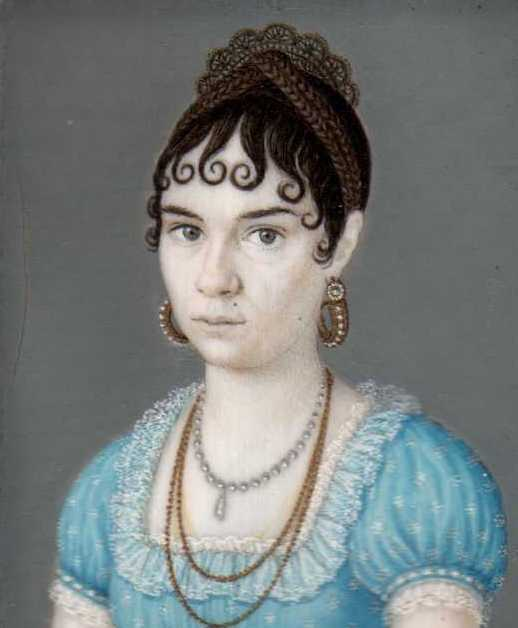
María Petrona Micaela Sánchez de Perales